# Tom Mikulla

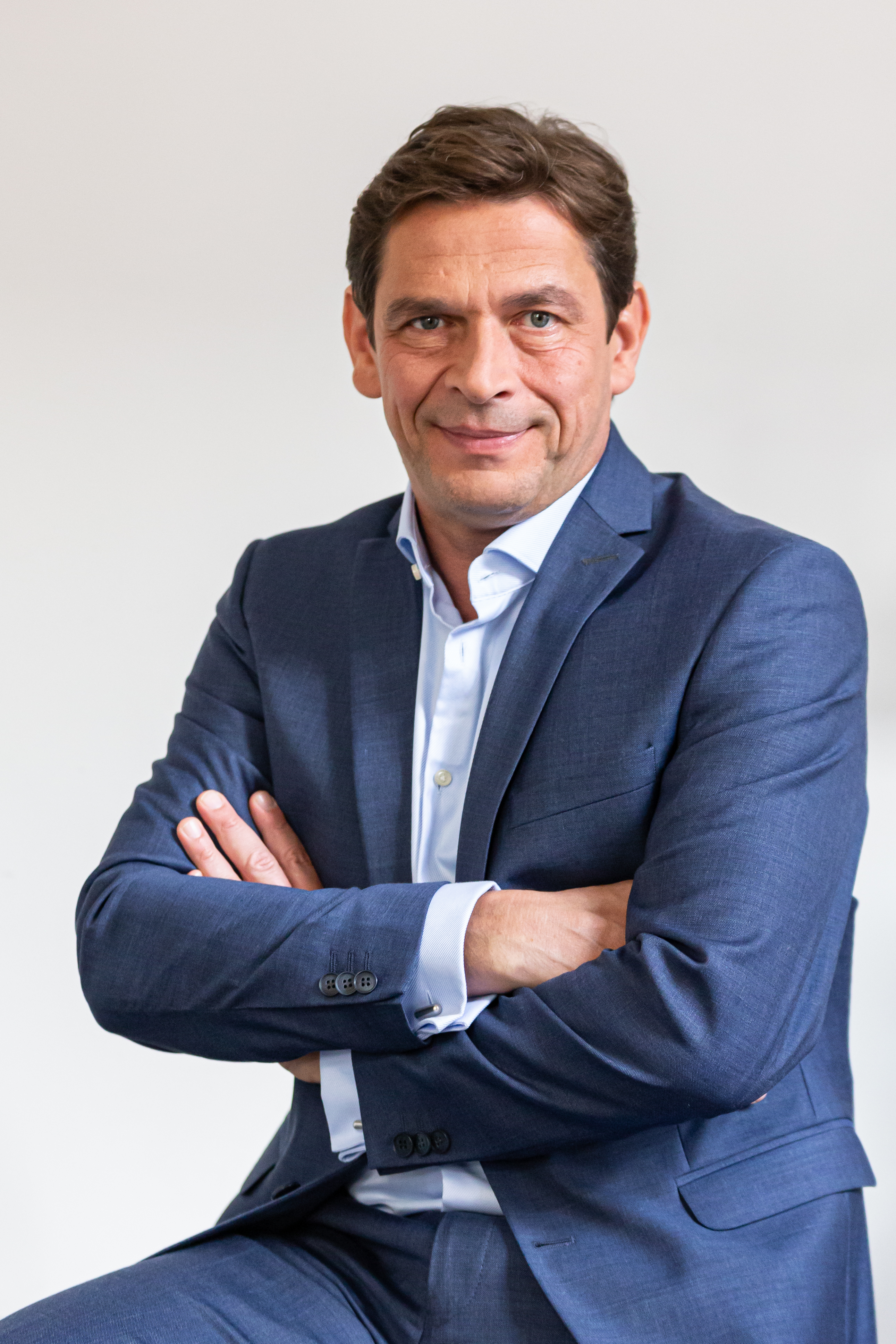
Tom Mikulla (2018)

Tom Mikulla (* 19. Februar 1969 in Freital) ist ein deutscher Schauspieler und Unternehmer. Eine seiner bekanntesten Rollen ist die des Kriminalhauptkommissars Christian Lind bei den Rosenheim-Cops, die er in regelmäßigen Abständen von 2005 bis 2013 spielte.

## Leben
Nach dem Abitur 1987 wollte Tom Mikulla zunächst Sportlehrer werden, wurde jedoch nicht zum Studium zugelassen. 1990 wurde er an der Leipziger Theaterhochschule „Hans Otto“ aufgenommen, nachdem er bereits zuvor zwei Jahre am Stadttheater Döbeln engagiert war. 1993 erhielt er mit dem Studio Chemnitz beim Treffen der deutschsprachigen Schauspielschulen in Wien einen Ensemblepreis für die beste Inszenierung. Sein Diplom erlangte er 1994, im selben Jahr folgten erste Fernsehauftritte (darunter eine erste Serienrolle bei Und tschüss!). Daneben trat er häufiger auch in Krimis auf (unter anderen Der Alte, Küstenwache, Tatort).
Von 2001 bis 2003 hatte Mikulla eine feste Rolle bei Medicopter 117 – Jedes Leben zählt. Größeren Bekanntheitsgrad erlangte er in der Rolle des Kriminalhauptkommissars Christian Lind, in der er von 2005 bis Januar 2009 bei Die Rosenheim-Cops zusammen mit Joseph Hannesschläger alias Korbinian Hofer ermittelte. Seit seinem Ausscheiden war er bis 2013 in unregelmäßigen Abständen als Vertretung für den aktuellen nichtbayerischen Kollegen Sven Hansen im Einsatz. Zudem hatte er seit 2003 auch eine wiederkehrende Gastrolle bei SOKO Leipzig.
Mikulla war außerdem Mitbegründer der Firma siebenvier.leuchtendesign, die sich mit der Herstellung und dem Verkauf von (nicht für den Massenmarkt bestimmten) Leuchten befasste. Er lebt in Dresden.

## Filmografie
- 1993: Fahrschule Kampmann
- 1994: Ohne Schein läuft nichts
- 1995–1997: Und tschüss! (Fernsehserie, 13 Folgen)
- 1997: Röpers letzter Tag
- 1998: Alarm für Cobra 11 – Die Autobahnpolizei (Fernsehserie, Folge: Volley Stop)
- 1998: Der Alte (Fernsehserie, 1 Folge)
- 1998: Im Namen des Gesetzes (Fernsehserie, 1 Folge)
- 1999: SK-Babies (Fernsehserie, 1 Folge)
- 1999: Tatort: Todesangst (Fernsehreihe)
- 2000–2015: Küstenwache (Fernsehserie, 2 Folgen, verschiedene Rollen)
- 2000: Freunde fürs Leben (Fernsehserie, 5 Folgen)
- 2000: Adelheid und ihre Mörder (Fernsehserie, Folge: Todesarie)
- 2001: Sommer und Bolten: Gute Ärzte, keine Engel (Fernsehserie, 1 Folge)
- 2001: Polizeiruf 110: Jugendwahn (Fernsehreihe)
- 2001–2003: Medicopter 117 – Jedes Leben zählt (29 Folgen als Enrico Contini)
- 2003: Der letzte Zeuge (Fernsehserie, 1 Folge)
- 2003: Tatort: Rotkäppchen
- 2003: Wilde Engel (Fernsehserie, 1 Folge)
- 2003: Nicht ohne meinen Anwalt (Fernsehserie, 1 Folge)
- 2003: Trenck – Zwei Herzen gegen die Krone
- 2003–2014: SOKO Leipzig (Fernsehserie, 73 Folgen als Wolf Künast)
- 2004: Wolffs Revier (Fernsehserie, 1 Folge)
- 2004–2021: SOKO Wismar (Fernsehserie, 3 Folgen, verschiedene Rollen)
- 2005: Rosamunde Pilcher: Vermächtnis der Liebe
- 2005: Polizeiruf 110: Die Tote aus der Saale
- 2005–2013: Die Rosenheim-Cops (Fernsehserie, 105 Folgen als Christian Lind)
- 2009: Notruf Hafenkante (Fernsehserie, Folge: Muttergefühle)
- 2010: Das Traumschiff: Indian Summer (Fernsehreihe)
- 2011: Familie macht glücklich
- 2012: Ein Fall für zwei (Fernsehserie, 1 Folge)
- 2012: Der Landarzt (Fernsehserie, Folge: Den eigenen Weg gehen)
- 2013: SOKO München (Fernsehserie, Folge: Eine brasilianische Affäre)
- 2013: Akte Ex (Fernsehserie, Folge: Kleinvieh macht auch Mist)
- 2015–2022: In aller Freundschaft (Fernsehserie, 7 Folgen als Simon Haas)
- 2017: Um Himmels Willen (Fernsehserie, 1 Folge)
- 2018: Kreuzfahrt ins Glück – Hochzeitsreise ins Piemont (Fernsehreihe)
- 2019: Rote Rosen (Fernsehserie, 170 Folgen)
- 2019: Lotte am Bauhaus
- 2021: Der Boandlkramer und die ewige Liebe
- 2022: SOKO Wismar („Meine kleine Onlinefarm“)

## Theater (Auswahl)
- 1994: Der nackte Wahnsinn – Regie: Hans Burkia, Theater Rudolstadt.
- 1995: Der Tanzpalast – Regie: Volker Metzler TiF am Schauspielhaus Dresden
- 1995: Die Geschichte vom Soldaten – Regie: Marcus Schuliers Sinfonietta nova Arnstadt
- 1996: Dr. Jekyll and Mr. Hyde – Regie: Volker Metzler TiF am Schauspielhaus Dresden
- 1996: Das trunkene Schiff – Regie: Mattias Nagatis TiF am Schauspielhaus Dresden
- 1997: Rasender Stillstand – Regie: Volker Metzler TiF am Schauspielhaus Dresden
- 1998: Die Richtstatt (nach Aitmatow) – Regie: Volker Metzler TiF am Schauspielhaus Dresden
- 1998: Der aufhaltsame Aufstieg des Arturo Ui – Regie: Volker Metzler TiF am Schauspielhaus Dresden
- 1999: Faust Zerfallserscheinungen – Regie: Lips Tullian Societätstheater Dresden
- 2000: Wie es Euch gefällt – Regie: Horst Schönemann Landesbühnen Sachsen Radebeul
- 2003: Troja – Regie: Jan Jochymski Theaterschafft e. V.
- 2013: Sprechende Männer – Regie: Thomas Stecher Societätstheater Dresden
- 2014: Der Vorname – Regie: Anke Salzmann Societätstheater Dresden
- 2015: Dreimal Leben – Regie: Constanze Kreusch Societätstheater Dresden